# 小行星2149
小行星2149（2149 Schwambraniya）是一颗围绕太阳公转的小行星。1977年3月22日，尼古拉·切爾尼赫在克里米亚发现了此天体。
該小行星以蘇聯作家列夫·卡西爾的《Conduite and Schwambraniya》的虛構土地施瓦布拉尼亞（Schwambraniya）命名。
这颗小行星的绝对星等为229.5072391176689等。